# Jakovlev
A.S. Jakovlev designbureau JSC er et russisk firma, som designer og producerer flyvemaskiner. De bruger designpræfikset Jak til deres fly. Det blev dannet i 1934 af Alexander Sergejevitj Jakovlev som OKB-115.
Under 2. verdenskrig designede og producerede Jakovlev en berømt serie jagerfly.
Det blev inkorporeret i Yak Aviation Company sammen med Smolensk Aviation Plant Joint Stock Company i marts 1992, selvom de to firma fortsatte med at operere selvstændigt. Senere undergik det privatisering og blev Yak Aircraft Corporation. Jakolev er i dag en del af Irkut Corporation, der som de øvrige større russiske flyproducenter er en del af selskabet United Aircraft Corporation, der er ejet af den russiske regering.
Firmaet designede Ptjelaen (førerløst opklaringsfly) (ptjela betyder bi).
Navnet Jakovlev bliver ofte brugt i vesten, men i Rusland bliver det næsten altid forkortet til Jak (russisk: Як) som en del af flyets navn.
Se også: SOKOL Aircraft Building Plant

## Flymodeller
- AIR-1
- AIR-2
- AIR-3
- AIR-4
- AIR-5
- AIR-6 (alsidig)
- AIR-17
- UT-1 (AIR-14) (1936 — 1-sæders træningsfly)
- UT-2 (AIR-10, Ya-20) (1935 — 2-sæders træningsfly)
- Jak-1 (1940 — WWII jagerfly)
- Jak-2 (1940 — WWII bombefly)
- Jak-3 (1943 — WWII jagerfly, forbedret Yak-1)
- Jak-4 (1940 — WWII bombefly, forbedret Yak-2)
- Jak-5 (1941 — WWII jagerfly, prototype, forbedret Jak-1)
- Jak-6 (1942 — transportfly)
- Jak-7 (1942 — WWII 2-sæders træningsfly og 1-sæders jagerfly, forbedret Jak-1)
- Jak-8 (1944 — transportfly, forbedret Jak-6)
- Jak-9 (1944 — WWII jagerfly, forbedret Jak-1)
- Jak-10
- Jak-11 (1948 — træningsfly)
- Jak-12 (alsidig)
- Jak-13 (forbedret Yak-10, kun prototype)
- Jak-15 (1946 — første succesfulde Sovjetske jet jagerfly)
- Jak-17 (1947 — jagerfly)
- Jak-18 (træningsfly)
- Jak-19
- Jak-23 (jagerfly)
- Jak-24 (transporthelikopter)
- Jak-25 (1947 — jagerfly prototype, betegnelse genbrugt)
- Jak-25 (opfangerfly/interceptor)
- Jak-26 (taktisk bombefly)
- Jak-27 (opklaringfly)
- Jak-28 (alsidig bomber og opfanger)
- Jak-30 (1948 — opfanger prototype, betegnelse genbrugt)
- Jak-30 (træningsfly)
- Jak-32 (træningsfly, enkeltsædes version af Yak-30)
- Jak-36 (demonstrations VTOL jet)
- Jak-38 (militær V/STOL jet)
- Jak-40 (kommercielt passengerfly)
- Jak-41 (tænkt som produktionsversion af Yak-141)
- Jak-42 (kommercielt passengerfly)
- Jak-43 (planlagt opgraderet Yak-41)
- Jak-44 (hangarskibs-klart luftbåren tidlig advarsel)
- Jak-46 (fejlslået propeldesign)
- Jak-50 (1949 — jagerfly protope, betegnelse genbrugt)
- Jak-50 (kunstflyvningsfly)
- Jak-52 (kunstflyvningsfly og militært træningsfly)
- Jak-54 (sportsfly)
- Jak-55 (1982 — kunstflyvningsfly)
- Jak-56 |  | Wikimedia Commons har medier relateret til: Jakovlev |
- Jak-112 (alsidig)
- Jak-130 (avanceret træningsfly)
- Jak-141 (siges at være verdens første supersoniske VTOL jagerfly)

- Ptjela (bi) (førerløst opklaringsfly)